# Chittaranjan
Chittaranjan là một thị trấn thống kê (census town) của quận Barddhaman thuộc bang Tây Bengal, Ấn Độ.

## Địa lý
Chittaranjan có vị trí 23°52′B 86°52′Đ / 23,87°B 86,87°Đ Nó có độ cao trung bình là 155 mét (508 feet).

## Nhân khẩu
Theo điều tra dân số năm 2001 của Ấn Độ, Chittaranjan có dân số 45.925 người. Phái nam chiếm 53% tổng số dân và phái nữ chiếm 47%. Chittaranjan có tỷ lệ 83% biết đọc biết viết, cao hơn tỷ lệ trung bình toàn quốc là 59,5%: tỷ lệ cho phái nam là 88%, và tỷ lệ cho phái nữ là 79%. Tại Chittaranjan, 10% dân số nhỏ hơn 6 tuổi.